# کوکو-بوچانگای فیلیپینی
کوکو-بوچانگای فیلیپینی (نام علمی: Surniculus velutinus) پرنده‌ای از تیرهٔ کوکویان است که تنها در فیلیپین یافت می‌شود. در گذشته زیرگونه‌ای از کوکو-بوچانگای دم‌چارگوش بود. این گونه در جنگل جلگه‌ای نمناک گرمسیری تا ارتفاع ۱۰۰۰ متری از سطح دریا یافت می‌شود. به دلیل از بین رفتن زیستگاه در حال کاهش است.
هیچ چیز دربارهٔ عادات زادآوری، لانه‌سازی و جوجه‌های آن آشکار نیست.
زیستگاه‌های طبیعی آن در جنگل‌های کهن‌رشد جلگه‌ای نمناک گرمسیری، جنگل‌های ثانویه و جنگل‌های بامبو تا ارتفاع ۱۰۰۰ متری از سطح دریا است.